# Поварнин, Сергей Иннокентьевич
Серге́й Инноке́нтьевич Поварни́н (11 [23] сентября 1870, Брест-Литовск, Гродненская губерния — 3 марта 1952, Ленинград) — русский философ и логик.

## Биография
Родился в городе Брест-Литовске в семье майора Иннокентия Георгиевича Поварнина. В семье было много детей: Владимир (род. 1851) дослужился до генерал-майора, Михаил (1853—1901) и Георгий (1859—1924) были врачами, Константин (1877—1963) стал известным психиатром.
Сергей Поварнин окончил историко-филологический факультет Петербургского университета в 1900 году; с 1904 года — приват-доцент. Был учеником А. И. Введенского. В 1916 году защитил магистерскую диссертацию, преподавал логику и историю философии. В 1923 году был вынужден уйти из университета. Заведовал библиотекой Института усовершенствования врачей, работал в других учебных заведениях. С 1944 года вернулся в Ленинградский государственный университет. Степень доктора философских наук была присуждена Поварнину в 1946 году философским факультетом ЛГУ по совокупности работ без защиты; в 1948 году присвоено звание профессора по кафедре философии. Фактически к 1947 году С. И. Поварнин уже не мог работать по состоянию здоровья и в последние годы числился и. о. доцента кафедры.

## Научные труды
Основные научные труды Поварнина относятся к области логики, философии, психологии и религиоведения. 

### «Логика. Общее учение о доказательстве» и «Логический задачник»
В 1916 году была опубликована первая значимая работа Поварнина «Логика. Общее учение о доказательстве», а также рабочая тетрадь «Логический задачник» к ней. Эта работа представляет собой систематическое и структурированное изложение материала, что обеспечило ей признание среди современников. В своем труде автор детально анализирует ключевые вопросы теоретической логики, а также разрабатывает основы элементарной теории доказательств. Книга включает в себя очерк теории логических рядов и внутренних умозаключений. Помимо этого, Поварнин пересматривает такие понятия, как состав суждений, а также классификацию видов умозаключений, уточняя устоявшуюся терминологию. 

### «Искусство спора»
Наиболее известен Поварнин работами в области истории логики, прежде всего практической логики. Его работа «Спор. О теории и практике спора» (1918) является одним из наиболее значимых исследований методики ведения дискуссии и аргументации на русском языке; книга написана популярным языком и использует актуальные примеры и ситуации из российской действительности того времени. Поварнин выделял различные типы споров: спор для проверки истины, споры для убеждения, спор из-за победы, спор-спорт, спор-игра. Спор-игра, по мнению Поварнина, был распространён только в древнем мире и для современной жизни не типичен. Прежде чем спорить, необходимо выяснить, как понимает противник основные тезисы, достаточно ли он информирован и образован, чтобы разобраться в сложных вопросах. Иначе, как писал Поварнин:

…Честный спор с подобными людьми о подобных вопросах невозможен, нелеп. Когда мы хотим убедить такого человека, то делаем попытку вложить десять фунтов чаю в фунтовую банку. Зато для софиста в подобных случаях — открытое поле действия. Вместо сложной истинной мысли он подсунет ложную простую и вполне понятную мысль, по плечу собеседнику, и подкрепит её ложным, но простым и понятным доказательством, и вы будете побеждены— если не прибегнете тоже к уловкам и софизмам.
Вот почему так труден спор о сложных государственных, общественных и т. д. и т. д. вопросах. Чем важнее вопрос, тем он, обычно, сложнее, требует больших знаний и большей способности к сложным размышлениям и выводам; решение его требует более сложных доказательств. — С. И. Поварнин. Искусство спора. О теории и практике спора
Поварнин подчёркивал необходимость не только разумно подбирать доводы, логично их группировать, делать их понятными для любой аудитории, но и вести дискуссию спокойно, избегая хамства и подчёркнутого пренебрежения к противнику. «Уважение к чужой вере и к чужим убеждениям есть один из важнейших видов уважения к человеческой личности. Где мало первого, там мало вообще и последнего», — писал он. Некоторые уловки в споре Поварнин считал позволительными, особенно в ответ на нечестность противника. К непозволительным уловкам он относил срывание спора (истерика, апелляция к сочувственно настроенной аудитории), «палочный довод» или «довод к городовому» (когда утверждают, что мнение противника якобы опасно для общества, государства, нарушает законодательство), «чтение в сердцах» («вы так говорите, потому что завидуете»). От обычных уловок следует отличать софизмы — по определению Поварнина, это «намеренные ошибки в доказательстве». Среди них — подмена тезиса и доводов, «перевод на точку зрения пользы или вреда» (доказывается не истинность или ложность утверждения, а полезно оно или вредно), ложные ссылки на авторитеты, тождесловие (порочный круг доказательств), «бабий» (или «дамский») «аргумент»:

Желая… защитить своё мнение, он выбирает самое крайнее и самое нелепое противоположное из других мыслимых решений вопроса и противопоставляет своему мнению. Вместе с тем он предлагает нам сделать выбор: или признать эту нелепость, или принять его мысль. Чем ярче контраст между нелепостью и защищаемым им мнением, тем лучше. Все остальные возможные решения намеренно замалчиваются.
Вот пример из жизни:
А. Что ты так сухо обошлась с ним. Он, бедный, чувствовал себя у нас очень неловко.
Б. А как же мне с ним прикажешь обращаться? Поместить в угол вместо образов и молиться?— С. И. Поварнин. Искусство спора. О теории и практике спора
Подобные нечестные приёмы, по мнению Поварнина, нужно знать и уметь их отражать, однако применять ли их самому — дело совести каждого: «где можно, там лучше не пачкаться в грязи», — считал он.
С тех пор, как после 70-летнего перерыва книга Поварнина о споре была перепечатана в 1990 году в журнале «Вопросы философии», она неоднократно переиздавалась по обоим изданиям и была дважды выпущена в виде аудиокниги. Несколько изданий выдержала также брошюра Поварнина «Как читать книги».
Поварнин был также одним из первых русских логиков, которые вскрыли рациональное зерно математической логики. Но признавая большое значение последней, он выступил против попытки подменить этой логикой обычную логику. Математическая логика и обычная логика (высшей формой которой С. И. Поварнин считал логику отношений), по его мнению, различаются своими предметами, методами и целями.  
Предмет математической логики, по определению С. И. Поварнина,  - это приёмы исчисляющего мышления; метод этой логики – математический, строго дедуктивный. Предмет обычной логики – приёмы и формы рассуждающего мышления; метод этой науки смешанный, в ней огромную роль играют наряду с дедукцией индукция и наблюдение.
Если математическая логика, говорил С. И. Поварнин, пользуется исключительно языком символов, то обычная логика использует  общепринятый язык слов. Но обычная логика должна заимствовать у математики и переработать  для своих целей ряд понятий, таких как «множество», «ряд» и другие.

### «Как читать книги»
Заповеди читателя
А. Общие:
- Не читай все книги на один лад. Способ чтения должен соответствовать цели чтения.

Б. При чтении для образования:
- Помни, что чтение – одна из самых важных, нужных, серьезных работ, не «между прочим», не «ничегонеделание».
- Хотя одну из читаемых тобою книг читай с проработкой.
- Не жалей на это чтение ни времени, ни сил: оплатится с лихвой. Вкладывай все силы в чтение.
- Неослабно борись с ленью мышления и воображения: это злейшие враги.
- Добивайся, чтобы каждое место книги было совершенно и отчетливо понято.
- Не пропускай ничего без очень серьезных причин. Не бросай книгу недочитанной без самых серьезных причин.
- Не зови других на помощь без самой крайней необходимости, напрягай все силы, чтобы обойтись без чужой помощи. Самодеятельность – прежде всего.
- Где надо – заставляй воображение работать «вовсю».
- Хочешь хорошо читать с проработкой – читай с пером в руке; делай конспект, заметки, выписки.
- Научись пользоваться оглавлением.
- Читай не только «слева направо», но и все время «справа налево» – возвращайся к прочитанному (§ 41).
- Прежде старайся хорошо понять, а потом критикуй.
- Чужую критику на книгу читай после книги.
- Прочитав книгу, уясни сущность ее и запиши в кратких словах.

В. О выборе книг для самообразования:
- Читай хотя бы немного, но основательно.
- Читай необходимое, хотя бы неинтересное.
- Читай самое лучшее, что можно достать.
- Читай не слишком легкое, не слишком трудное.
- Руководись каким-нибудь планом чтения (по программам или совету специалиста).

### Список произведений
Собственные сочинения
- «Русский Пелам» А. С. Пушкина. — СПб.: Тип М. М. Стасюлевича, 1900. — 22 с.
- Александрийская религиозная философия // Еврейская энциклопедия Брокгауза и Ефрона. — СПб., 1908. — Т. I. — Стб. 741—747.
- Об «интуитивизме» Н. О. Лосского. — СПб.: Тип. Спб. т-ва печ. и изд. дела «Труд», 1911. — 27 с.
- Разбор «ответа» Н. О. Лосского на мою критику интуитивизма. — СПб.: Тип. Кюгельген, Глич и Ко, 1912. — 55 с.
- Логика. — 2-е изд. — Петроград: Изд-во О. В. Богдановой, 1916. — Т. 1. Общее учение о доказательстве. — XVI, 206 с.
- Логический задачник (Пособие при изучении логики в объёме средней школы). — Петроград: Изд-во О. В. Богдановой, 1916. — 99 с.
- Логика отношений. Её сущность и значение. — Петроград: Изд-во О. В. Богдановой, 1917. — 144 с.
- У истоков живой религии. — Петроград: Изд-во О. Богдановой, 1918. — 54 с.
- Спор: О теории и практике спора. — 1-е изд. — Петроград: Изд-во О. В. Богдановой, 1918. — 110, 23 с.
  - Искусство спора: О теории и практике спора. — 2-е изд., испр. и доп. — Петроград: Культ.-просвет. кооп. т-во «Начатки знаний», 1923. — 128 с. — (Наука, литература, искусство; № 4).
- Введение в логику. — Петроград: Наука и школа, 1921. — 67 с. — (Введение в науку. Философия; вып. VI).
- Как читать книги для самообразования. — 1-е изд. — Л.: Культ.-просвет. кооп. т-во «Начатки знаний», 1924.
  - Как читать книги. — 2-е изд. — М.: Книга, 1971. — 77 с. — 50,000 экз.
- Диалектика и формальная логика // Науч. сессия, посвящ. 125-летию Ленингр. ун-та. — Л.: ЛГУ, 1944. — Т. 124.
- О формальных законах мысли // Уч. зап. ЛГУ. Серия философских наук : журнал. — Л.: ЛГУ, 1947. — Вып. 1, № 100.

Переводы
- Арним Г[вд]. История античной философии = Die europäische Philosophie des Altertums. — СПб.: Изд. О. Богдановой, 1910. — VI, 254 с.
- Эйкен Р. Основные проблемы современной философии религии = Hauptprobleme der Religionsphilosophie der Gegenwart. — СПб.: Изд. О. Богдановой, 1910. — 70 с.

Редактура
- Лирика и антология русских поэтов: Сб. стихотворений / Сост. П. Ф. Порфиров, С. Поварнин, Н. Носков. — СПб.: Изд. П. Ф. Порфирова, 1895. — VI, 311 с.
- Словарь литературных типов. — СПб.: Словарь Лит. Типов.
  - Выпуски 7 и 8-й. Типы Пушкина / Ред. Н. Д. Носкова при сотр. С. И. Поварнина. — 1912. — 315 с.
  - Выпуск 9 и 10-й. Типы Гончарова / Ред. Н. Д. Носкова при сотр. С. И. Поварнина и Н. А. Саввина. — 1914. — 367 с.